# Jordskælvet i Agadir 1960
Jordskælvet i Agadir 1960 fandt sted den 29. februar kl. 23:40 lokal tid (UTC±00) nær byen Agadir i det vestlige Marokko ved Atlanterhavskysten. På trods af jordskælvets moderate styrke på 5,8 Mw resulterede dets relativt lave dybde (15,0 km) i en kraftig overfladerystelse med en maksimal oplevet intensitet på X (katastrofal) på Mercalli-intensitetsskalaen. Mellem 12.000 og 15.000 mennesker (omkring en tredjedel af byens befolkning på det tidspunkt) blev dræbt og yderligere 12.000 såret med mindst 35.000 mennesker efterladt hjemløse, hvilket gjorde det til det mest ødelæggende og dødeligste jordskælv i marokkansk historie. Særligt hårdt ramt var Founti, Kasbah, Yachech (iḥšaš) og Talbordjt-området. Jordskælvets lave fokus tæt på havnebyen Agadir og utilfredsstillende byggemetoder var årsager, som jordskælvssagkyndige angav til at det blev så ødelæggende.